# Преданич, Лука
Франьо (Лука) Преданич (хорв. Franjo (Luka) Predanić; 11 сентября 1905, Загреб, Транслейтания — 7 июля 1996 или 8 июля 1996, Загреб) — югославский легкоатлет, выступавший в беге на средние дистанции. Участник летних Олимпийских игр 1928 года.

## Биография
Лука Преданич родился 11 сентября 1905 года в австро-венгерском городе Загреб (сейчас в Хорватии).
Выступал в легкоатлетических соревнованиях за загребские «Граджански», АСК, «Конкордию» и «Динамо», белградскую «Югославию» и венский ВАК.
В 1928 году вошёл в состав сборной Югославии на летних Олимпийских играх в Амстердаме. В беге на 1500 метров занял 6-е место в полуфинале, показав результат 4 минуты 27,0 секунды.
Умер 8 июля 1996 года в Загребе.

## Личный рекорд
- Бег на 1500 метров — 4.14,2 (1930)[3]